# Eucinetomorphus brevicornis
Eucinetomorphus brevicornis es una especie de coleóptero de la familia Tetratomidae.

## Distribución geográfica
Habita en Camerún.